# Mu Pictoris
Mu Pictoris (μ Pic, μ Pictoris) é uma estrela na constelação de Pictor. Tem uma magnitude aparente visual de 5,71, sendo visível a olho nu em boas condições de visualização. Com base em medições de paralaxe, está localizada a aproximadamente 760 anos-luz (230 parsecs) da Terra, com uma margem de erro de 70 anos-luz.
Mu Pictoris é uma estrela de classe B da sequência principal com um tipo espectral de B9 Ve, em que a notação 'e' indica a presença de linhas de emissão em seu espectro, o que a torna uma estrela Be. Estima-se que já tenha passado por 100% do seu tempo de sequência principal, o que indica que está transitando para a fase de subgigante. Tem uma massa equivalente a 3,6 vezes a massa do Sol e está brilhando com 355 vezes a luminosidade solar. Sua atmosfera irradia essa energia a uma temperatura efetiva de 10 570 K, a qual dá à estrela a coloração azul-branca típica de estrelas de classe B. É uma possível estrela variável com período de 0,4 dias e variação de magnitude de menos 0,01.
Mu Pictoris forma um sistema estelar binário com uma estrela de classe A da sequência principal (tipo espectral A8V) de magnitude aparente 9,43 a uma distância angular de 2,49 segundos de arco na esfera celeste.